# Sydney Wooderson
Sydney Charles Wooderson (30. ledna 1914, Camberwell – 21. prosince 2006 Wareham) byl britský atlet, mistr Evropy v běhu na 1500 a 5000 metrů.

## Sportovní kariéra
V roce 1936 startoval na olympiádě v Berlíně v běhu na 1500 metrů, kde kvůli zranění nedokončil rozběh. O rok později vytvořil světový rekord v běhu na jednu míli časem 4:06,4. V roce 1938 zlepšil světový rekord v běhu na 800 metrů časem 1:48,4. Na evropském šampionátu v Paříži v roce 1938 zvítězil v běhu na 1500 metrů.
Po druhé světové válce se zaměřil na delší tratě. Na mistrovství Evropy v Oslo v roce 1946 zvítězil v běhu na 5000 metrů časem 14:08,6.
Po ukončení běžecké kariéry pracoval jako právník. V roce 2000 byl vyznamenán Řádem britského impéria.